# Деалу Брадулуј (Арђеш)
Деалу Брадулуј (рум. Dealu Bradului) насеље је у Румунији у округу Арђеш у општини Сапата. Oпштина се налази на надморској висини од 318 m.

## Становништво
Према подацима из 2002. године у насељу је живело 245 становника, од којих су сви румунске националности.